# Xavier Zequeira
Xavier Zequeira (ur. 2 maja 1907 w Loíza Aldea, zm. 10 września 1976 w San Juan) – portorykański strzelec, olimpijczyk. 
Brał udział w Letnich Igrzyskach Olimpijskich 1960 (Rzym). Startował w kwalifikacjach trapu, których jednak nie przeszedł.